# 竜田タクシー
株式会社竜田タクシー（たつたタクシー）は、かつて存在した、タクシーと霊柩車の事業を行う奈良交通グループの子会社であった。2018年4月に親会社の奈良近鉄タクシー株式会社に吸収合併された。

## 来歴
- 1962年12月、地元資本により設立。
- 1973年12月、奈良交通株式会社が100%出資。
- 2008年4月、株式会社下田タクシーを譲受。
- 2018年4月、奈良近鉄タクシー株式会社に吸収合併。